# レディ・ジェーン/愛と運命のふたり
『レディ・ジェーン/愛と運命のふたり』（Lady Jane）は、1986年のイギリス映画。

## 概要
16世紀のイングランド王国を舞台に、9日間の女王となったジェーン・グレイとその夫の生涯を描いた作品。
日本においては劇場未公開の作品であったが、1988年に本作のVHSがパラマウントホームエンタテインメントジャパン株式会社から発売されている(現在は廃盤)。長らくDVD化はされなかったが、2012年にTSUTAYA限定で日本語字幕が収録されたDVDが発売された。2015年には同DVDの廉価版がパラマウントから再発売された。

## キャスト
- レディ・ジェーン・グレイ：ヘレナ・ボナム＝カーター
- ギルフォード・ダドリー：ケイリー・エルウィス
- ジョン・ダドリー（ギルフォードの父）：ジョン・ウッド
- ヘンリー・グレイ（ジェーンの父）：パトリック・スチュワート
- フランセス・ブランドン（ジェーンの母）：サラ・ケステルマン
- Dr.フェケナム（メアリー1世の司祭）：マイケル・ホーダーン
- メアリー1世：ジェーン・ラポテア
- ジル・ベネット
- ジョス・アクランド